# Метросидерос
Метроси́дерос (лат. Metrosíderos) — род деревьев, кустарников и лиан семейства Миртовые (Myrtaceae).

## Ареал
21 вид метросидероса произрастает в Новой Каледонии, 12 в Новой Зеландии, 5 на Гавайях и 4 в Новой Гвинее. Остальные произрастают на небольших островах Тихого океана, известен один вид, произрастающий в Южной Африке.

## Классификация
Род Метросидерос (Metrosideros) входит в семейство Миртовые (Myrtaceae) порядка Миртоцветные (Myrtales).
|  |                                      |  |                                                             |                                                             |                                |  | ещё 11—12 семейств | ещё 11—12 семейств          |                                    |  |                |  | ещё около 130 родов | ещё около 130 родов |  |
|  |                                      |  |                                                             |                                                             |                                |  | ещё 11—12 семейств | ещё 11—12 семейств          |                                    |  |                |  | ещё около 130 родов | ещё около 130 родов |  |
|  |                                      |  |                                                             | порядок Миртоцветные (Myrtales)                             |                                |  |                    |                             | подсемейство Миртовые (Myrtoideae) |  |                |  |                     |                     |  |
|  |                                      |  |                                                             | порядок Миртоцветные (Myrtales)                             |                                |  |                    |                             | подсемейство Миртовые (Myrtoideae) |  | около 55 видов |  |                     |                     |  |
|  | отдел Цветковые, или Покрытосеменные |  |                                                             |                                                             | семейство Миртовые (Myrtaceae) |  |                    |                             | род Метросидерос                   |  |                |  |                     |                     |  |
|  | отдел Цветковые, или Покрытосеменные |  |                                                             |                                                             |                                |  |                    |                             |                                    |  |                |  |                     |                     |  |
|  |                                      |  | ещё 44 порядка цветковых растений (согласно Системе APG II) | ещё 44 порядка цветковых растений (согласно Системе APG II) |                                |  |                    | подсемейство Psiloxyloideae | подсемейство Psiloxyloideae        |  |                |  |                     |                     |  |
|  |                                      |  |                                                             | ещё 44 порядка цветковых растений (согласно Системе APG II) |                                |  |                    |                             | подсемейство Psiloxyloideae        |  |                |  |                     |                     |  |

### Виды
По информации базы данных The Plant List, род включает 55 видов:
- Metrosideros albiflora Sol. ex Gaertn.
- Metrosideros angustifolia (L.) Sm.
- Metrosideros arfakensis Gibbs
- Metrosideros bartlettii J.W.Dawson
- Metrosideros boninensis (Hayata ex Koidz.) Tuyama
- Metrosideros brevistylis J.W.Dawson
- Metrosideros cacuminum J.W.Dawson
- Metrosideros carminea W.R.B.Oliv.
- Metrosideros cherrieri J.W.Dawson
- Metrosideros colensoi Hook.f.
- Metrosideros collina (J.R.Forst. & G.Forst.) A.Gray
- Metrosideros cordata (C.T.White & W.D.Francis) J.W.Dawson
- Metrosideros diffusa (G.Forst.) Sm.
- Metrosideros dolichandra Schltr. ex Guillaumin
- Metrosideros elegans (Montrouz.) Beauvis.
- Metrosideros engleriana Schltr.
- Metrosideros excelsa Sol. ex Gaertn. — Похутукава, или Метросидерос войлочный
- Metrosideros fulgens Sol. ex Gaertn.
- Metrosideros gregoryi Christoph.
- Metrosideros halconensis (Merr.) J.W.Dawson
- Metrosideros humboldtiana Guillaumin
- Metrosideros kermadecensis W.R.B.Oliv. — Метросидерос кермадекский
- Metrosideros laurifolia Brongn. & Gris
- Metrosideros longipetiolata J.W.Dawson
- Metrosideros macropus Hook. & Arn.
- Metrosideros microphylla (Schltr.) J.W.Dawson
- Metrosideros nervulosa C.Moore & F.Muell.
- Metrosideros nitida Brongn. & Gris
- Metrosideros ochrantha A.C.Sm.
- Metrosideros operculata Labill.
- Metrosideros oreomyrtus Däniker
- Metrosideros ovata (C.T.White) J.W.Dawson
- Metrosideros paniensis J.W.Dawson
- Metrosideros parallelinervis C.T.White
- Metrosideros parkinsonii Buchanan
- Metrosideros patens J.W.Dawson
- Metrosideros perforata (J.R.Forst. & G.Forst.) Druce
- Metrosideros polymorpha Gaudich. — Охиа
- Metrosideros porphyrea Schltr.
- Metrosideros punctata J.W.Dawson
- Metrosideros ramiflora Lauterb.
- Metrosideros regelii F.Muell.
- Metrosideros robusta A.Cunn.
- Metrosideros rotundifolia J.W.Dawson
- Metrosideros rugosa A.Gray
- Metrosideros salomonensis C.T.White
- Metrosideros sclerocarpa J.W.Dawson
- Metrosideros × subtomentosa Carse
- Metrosideros tetragyna J.W.Dawson
- Metrosideros tetrasticha Guillaumin
- Metrosideros tremuloides (A.Heller) Rock
- Metrosideros umbellata Cav. — Метросидерос зонтичный
- Metrosideros waialealae (Rock) Rock
- Metrosideros whitakeri J.W.Dawson
- Metrosideros whiteana J.W.Dawson